# İhsan Saraçlar

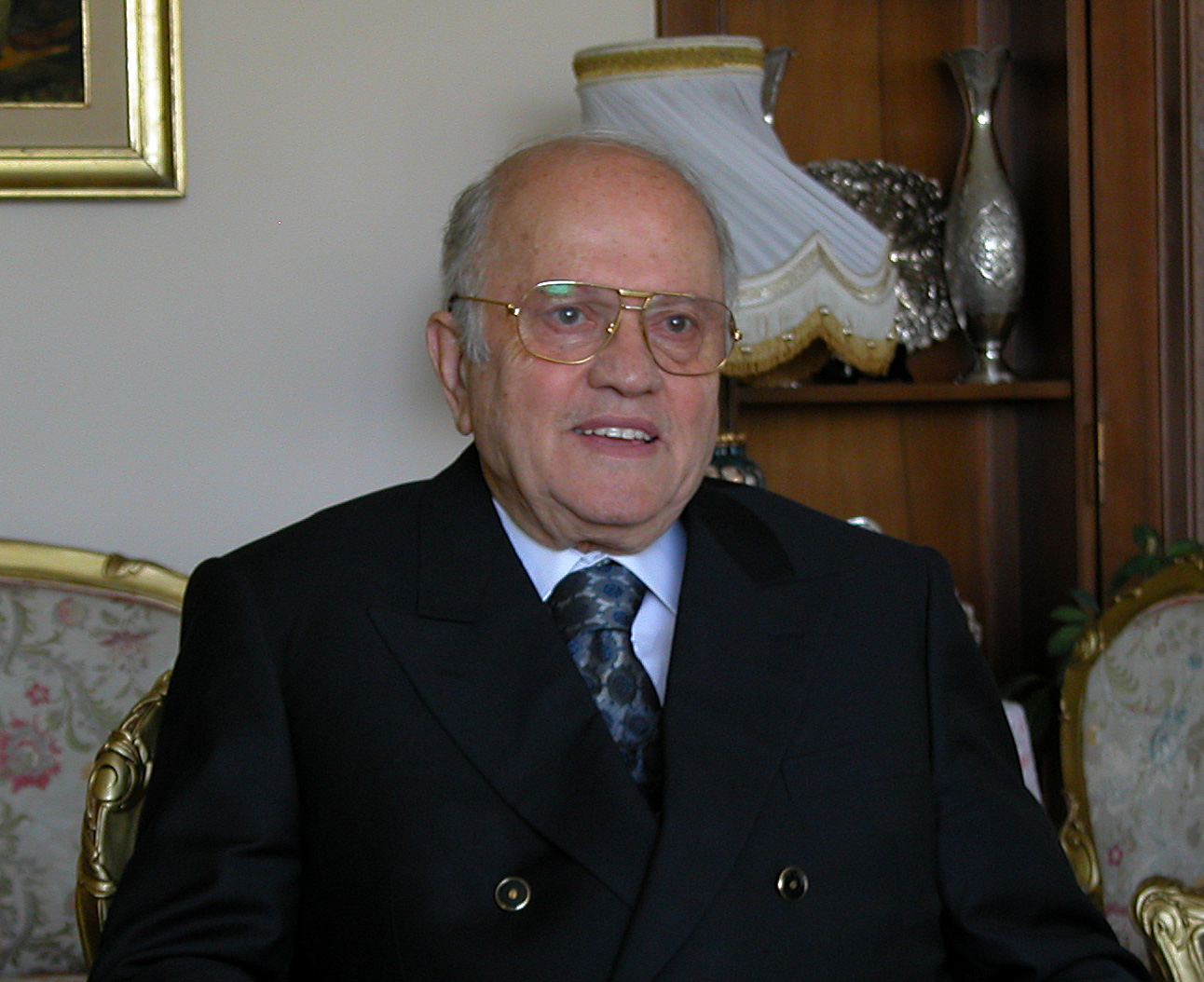
İhsan Saraçlar 2004

İhsan Saraçlar (* 6. Juni 1928 in Samsun; † 5. Januar 2008 in Ankara) war ein türkischer Jurist und Politiker. Er war von 1991 bis 1995 stellvertretender Fraktionsvorsitzender der Partei des Rechten Weges der Türkei.
Nach einem Studium der Rechtswissenschaften an der Universität in Istanbul wurde er selbständiger Rechtsanwalt. Er trat der Partei des Rechten Weges bei und war in der 19. Wahlperiode Abgeordneter der Großen Nationalversammlung der Türkei. Er war lange Zeit stellvertretender Präsident der Türkischen Rothalbmond-Gesellschaft.
Am 30. Dezember 2007 erlitt er einen Schlaganfall, dessen Folgen er am Nachmittag des 5. Januar 2008 erlag. Er war verheiratet und hatte drei Kinder.